# جيرارد فان شكاخن
جيرارد فان شكاخن (بالهولندية: Gerrit Lucasz van Schagen) هو رسام خرائط هولندي عاش وعمل في مدينة أمستردام وتررع فيها. ولد قُرابة سنة 1642م وتوفي قُرابة سنة 1742م ودفن في مقبرة كارثويزر في أمستردام. اشتهر بنسخه الدقيق للخرائط، لا سيما تلك التي رسمها نقولا فيشر الأول (بالهولندية: Nicolaes Visscher I) وفريدريك دي فيت (بالهولندية: Frederik de Wit).